# Duff Gibson

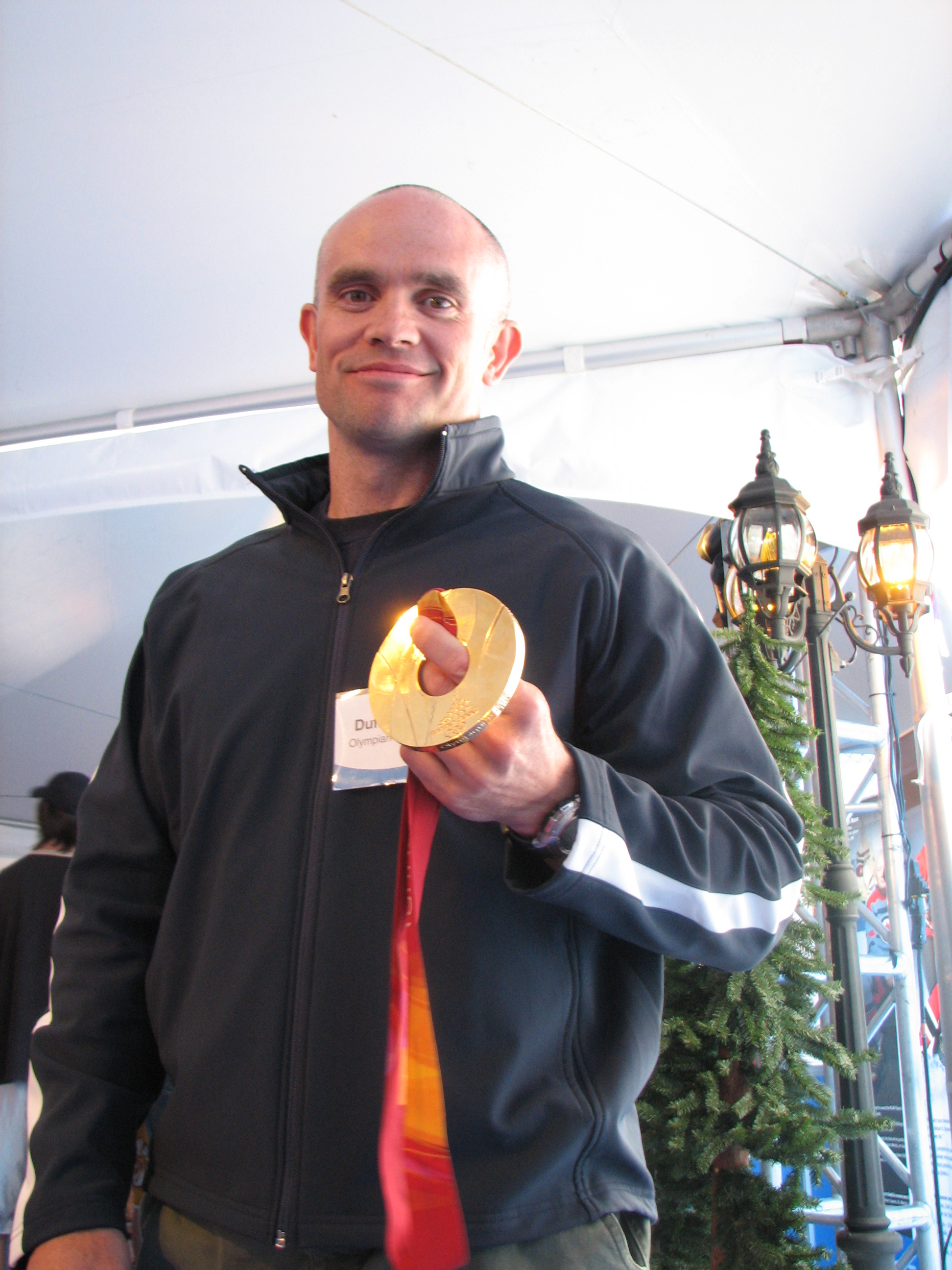
Duff Gibson 2006 bei den Olympischen Spielen in Turin

Duff Gibson (* 11. August 1966 in Vaughan, Ontario) ist ein kanadischer Skeletonfahrer.
Bei den Olympischen Winterspielen 2006 in Turin gewann der ehemalige Bobfahrer die Goldmedaille. Mit 39 Jahren ist er der älteste Einzelgewinner eines olympischen Wettbewerbs im Winter. Neben seinen sportlichen Aktivitäten ist Duff Gibson als Feuerwehrmann tätig.